# Auriac-sur-Dropt
Auriac-sur-Dropt è un comune francese di 209 abitanti situato nel dipartimento del Lot e Garonna nella regione della Nuova Aquitania.

## Società

### Evoluzione demografica
Abitanti censiti